# Jane Froman
Jane Froman (10 novembre 1907 - 22 avril 1980) est une chanteuse et actrice américain.
En 1933, elle intègre les Ziegfeld Follies où elle devient amie avec Fanny Brice.
Elle a joué dans trois films : Kissing Time (1933), Stars Over Broadway (1935) et Radio City Revels (1938).
En 1943, elle est gravement blessée dans le crash aérien d'un Boeing 314.
Son histoire est racontée dans le film Un refrain dans mon cœur, sorti en 1952 et où son rôle est interprété par Susan Hayward.